# 도쿠가와 요시타카
도쿠가와 요시타카(徳川義崇, 1961년 8월 21일(63세) ~ )는 나고야시 도쿠가와 미술관장을 지냈다.
| 전임 도쿠가와 요시노부 | 제22대 오와리 도쿠가와 종가 당주 2005년 ~ | 후임 - |